# Atontebou
Atontebou est une petite ville du Togo située dans la Préfecture de Bassar, dans la région de la Kara

## Géographie
Atontebou est situé à environ 72 km de Kara,

## Vie économique
- Marché paysan tous les samedis
- Atelier de réparation de cycles

## Lieux publics
- École primaire